# 伊万·弗拉季琴科
伊万·马克西莫维奇·弗拉季琴科（烏克蘭語：Іван Максимович Владиченко，1924年1月16日—2022年8月19日），苏联政治人物。

## 生平
1924年生于乌克兰苏维埃社会主义共和国顿涅茨克州。1941年8月加入苏联红军，参与苏德战争，先后隶属于加里宁方面军、波罗的海沿岸第一方面军近卫步兵第2军近卫通信第13营。1943年加入联共（布）。1951年毕业于顿涅茨克理工学院。1952年至1953年，担任联共（布）顿涅茨克州奇斯佳科韦市委员会第二书记。1953年至1959年，担任联共（布）顿涅茨克州斯尼日内区委员会第一书记。1959年至1964年，担任煤炭工业工会中央委员会主席。1964年至1981年，担任全苏工会中央理事会书记处书记。1981年至1989年，担任苏联国家工业和矿山安全生产监督委员会主席。1989年6月退休。2022年8月19日逝世。

## 荣誉
- 十月革命勋章
- 一级卫国战争勋章
- 劳动红旗勋章
- 荣誉勋章
- 勇敢奖章